# Bambusa subtruncata
Bambusa subtruncata är en gräsart som beskrevs av Liang Chi Chia och Hok Lam Fung. Bambusa subtruncata ingår i släktet Bambusa och familjen gräs. Inga underarter finns listade i Catalogue of Life.